# 費鴻泰
費鴻泰（1954年7月7日—），中華民國政治人物、統計學學者，中國國民黨籍。原為國立臺北大學統計系副教授，曾代表新黨擔任三屆臺北市議會議員及副議長，2004年由國民黨及新黨共推提名轉戰立法委員後便一路連任五屆十九年直至2023年初選落敗。2007年獲第七屆國立臺北大學傑出校友；2017年成為台灣一帶一路經貿促進協會常務理事至今。現任中嘉集團副董事長。

## 生平
費鴻泰出生於臺北市。父親籍貫山东省日照县，兄長是中華民國海軍二級上將費鴻波，畢業於海軍官校55年班，曾任國防大學校長、國防部參謀本部副參謀總長兼執行官、總統府戰略顧問，現服務於黃復興黨部。堂弟費鴻鈞曾任職桃園機場公司總經理。

## 從政生涯
1994年，代表剛成立的新黨出戰市議員，便與璩美鳳及許淵國等新黨政治人物當選，入主臺北市議會。
1998年，台北市議會選舉連任，並當選副議長。
2001年，落選北市北區立委，此為從政以來的首場敗仗。
2002年，連任議員，放棄連任副議長並禮讓給曾同為新黨成員的親民黨議員李新。
2004年，以國新共推的方式首度代表中國國民黨再次參選立委，在北市北區順利當選立委。
2006年國慶日，同李慶華、李慶安、李永萍、洪秀柱及吳育昇等人身穿紅衣大鬧國慶會場，並與執政黨立委發生衝突。
2008年，獲國民黨再次提名競選連任，於臺北市第七選舉區擊敗前議員田欣。
2008年總統選舉前夕，費鴻泰、羅明才、陳杰及羅淑蕾等四名立委與第一金主管闖進民主進步黨籍總統候選人謝長廷競選辦公室，在電梯中被切斷電源受困40分鐘，後又被謝系立委以無故侵入住宅控告，曾一度造成馬英九選情緊繃，但最後仍以不起訴處分。輿論壓力下費鴻泰激動說出「若馬落選，不惜結束生命」。事後費鴻泰於立法院質詢時，詢問第一金總經理黃獻全是否設局陷害他，黃獻全在馬政府上台後即被撤換。
2012年1月，費鴻泰擊敗綠黨候選人潘翰聲，再度連任立委。
2012年6月，民進黨立委以霸佔主席台方式抗議以阻止中國國民黨立法院黨團於程序委員會將《食品衛生管理法》修正草案列入當周院會首案。費鴻泰突襲宣布更換場地，朝野爆發嚴重口角，費鴻泰疑似爆粗口罵綠委吳宜臻，遭民間團體與跨黨派女立委不滿抗議，但費不承認說過髒話也不願道歉。
2016年1月，費鴻泰以些微差距擊敗了民進黨禮讓的前國民黨市議員楊實秋，驚險連任。
2018年10月，有網友在參與「宗教基本法」草案連署的費鴻泰的社群網站上留言，希望費鴻泰能撤簽此草案，但費鴻泰表示「我忘記我有簽了」。
2019年4月，費鴻泰召開記者會控訴黨內挑戰者時任臺北市議員王鴻薇剪接時任高雄市市長韓國瑜的錄音進行初選電話拜票，質疑其，利用韓市長的人氣拉票，表態希望王鴻薇主動退出初選。王表示，照片及錄音檔均取得當事人同意，並強調謹守黨內不互打的原則，也會以司法保障參選權。
2019年9月，立法院財委會針對時任民進黨立委陳明文在高鐵上掉的300萬現金，唇槍舌戰。期間，時任法務部政務次長蔡碧仲因不滿財委會召集人費鴻泰、以及時任國民黨立委曾銘宗質詢官員時的態度，批評對方辱罵政府官員，而藍營立委費鴻泰則是大罵蔡碧仲「爛官」、「你什麼東西」。
2020年1月，費鴻泰於立委選舉中擊敗民進黨籍市議員許淑華，五度連任立法委員。
2021年5月，費鴻泰批評防疫不力指稱時任衛生福利部部長暨防疫指揮官陳時中「根本應該被槍斃」，言論引起台灣社會嘩然，陳時中則回應，在防疫裡面，「講那樣的話，有點太過」，但「我們仍是虛心受教」。
2021年5月，針對衛福部發布新冠肺炎確診病例數使用「校正回歸」一詞，擁有統計學學位的費鴻泰表示，統計學專有名詞裡無「校正回歸」一詞。
2023年4月22日，費鴻泰於臺北市第七選舉區立法委員的國民黨黨內初選中，敗給同選區的市議員徐巧芯，結束五屆19年的立委生涯。

## 家族
費鴻泰有一侄子為費聿鋒，為饒舌團體三角COOL的成員，因捲入房祖名柯震東吸毒事件而被迫退出演藝圈。
妻子王怡心，為前國立臺北大學副校長、國立臺北大學圖書館館長、中華民國內部稽核協會前任理事長，現任國立臺北大學會計系專任教授、中華民國會計研究發展基金會董事長、第一金控董事、創見科技獨立董事。

## 選舉紀錄
| 年度 | 選舉屆數             | 選舉區           | 所屬政黨   | 得票數  | 得票率 | 當選標記 | 備註 |
| ---- | -------------------- | ---------------- | ---------- | ------- | ------ | -------- | ---- |
| 1994 | 第七屆臺北市議員選舉 | 臺北市第三選舉區 | 新黨       | 19,334  | 7.97%  |          |      |
| 1998 | 第八屆臺北市議員選舉 | 臺北市第三選舉區 | 新黨       | 32,985  | 13.14% |          |      |
| 2001 | 第五屆立法委員選舉   | 臺北市第一選舉區 | 新黨       | 9,905   | 1.60%  |          |      |
| 2002 | 第九屆臺北市議員選舉 | 臺北市第三選舉區 | 新黨       | 34,906  | 15.48% |          |      |
| 2004 | 第六屆立法委員選舉   | 臺北市第一選舉區 | 中國國民黨 | 40,305  | 6.61%  |          |      |
| 2008 | 第七屆立法委員選舉   | 臺北市第七選舉區 | 中國國民黨 | 95,145  | 65.79% |          |      |
| 2012 | 第八屆立法委員選舉   | 臺北市第七選舉區 | 中國國民黨 | 114,009 | 62.96% |          |      |
| 2016 | 第九屆立法委員選舉   | 臺北市第七選舉區 | 中國國民黨 | 74,455  | 45.04% |          |      |
| 2020 | 第十屆立法委員選舉   | 臺北市第七選舉區 | 中國國民黨 | 85,082  | 46.28% |          |      |

## 外部連結
- 費鴻泰的Facebook專頁
- 立法院費鴻泰委員簡介
- YouTube上的信義。南松山費鴻泰頻道
- YouTube上的費鴻泰頻道

| 議會席位      | 議會席位                                               | 議會席位    |
| ------------- | ------------------------------------------------------ | ----------- |
| 臺北市議會    |                                                        |             |
| 前任： 吳碧珠 | 臺北市議會副議長 第九屆 1998年12月25日－2002年12月25日 | 繼任： 李新 |